# 체울린
체울린(고대 영어: Ceaulin: ?-593년)은 제3대 서색슨인의 왕이다. 그는 제2대 왕 킨리치의 아들이며, 색슨인을 이끌고 처음 웨식스 땅에 정착한 체르딕의 손자로 생각된다. 체울린의 재위기는 앵글로색슨인의 브리타니아 정착의 마지막 시기였으며, 체울린이 죽은 590년대가 되면 남부 잉글랜드에서 원주민인 브리튼인의 영향력은 거의 일소되었다.
체울린의 삶은 매우 불확실하다. 『앵글로색슨 연대기』에 기록된 많은 사건과 기년들에 의문이 제기되며, 그의 재위 기간조차 7년, 17년, 32년 등 제설이 다양하다. 『앵글로색슨 연대기』는 556년에서 592년 사이에 체울린이 참여한 다양한 전투들을 기록하고 있는데, 그 중에는 브리튼인과의 싸움 뿐 아니라 앵글로색슨인 사이의 분쟁도 최초로 기록되어 있다. 이는 체울린 치세에 서색슨인들이 상당히 많은 영토를 획득했다가, 이후 다른 앵글로색슨 야만왕국들에게 그 영토를 상실했음을 시사한다. 체울린은 여덟 명의 브레트왈다(브리타니아의 패자) 중 두 번째로 『앵글로색슨 연대기』에 일므이 올라와 있지만, 체울린의 권세가 실제로 어느 정도였는지는 역시 불확실하다.
체울린은 592년 폐위되어 503년 죽었다. 그를 폐위한 것은 다음 왕 체올로 추정된다. 여러 기록에서 그에게는 쿠사와 쿠스와인이라는 두 아들이 있었다고 기록되지만, 이 정보와 족보는 신뢰성이 떨어진다.

## 같이 보기
- 웨식스의 왕